# Herb Bahamów
Herb Bahamów – herb przyjęty w 1971 roku przez Bahamy. 

## Opis
Tarczę herbową podtrzymują z jednej strony marlin (Makaira nigricans), a z drugiej flaming.
Tarcza dwudzielna w pas. W polu górnym błękitnym znajduje się wizerunek wschodzącego słońca, a w polu dolnym przedstawiony jest okręt Krzysztofa Kolumba - karawela Santa María na błękitno-srebrnych falach. Ponad tarczą umieszczony jest hełm turniejowy, z którego spływają labry złoto-błękitne. Na złoto-błękitnym zawoju wizerunek muszli ślimaka morskiego "strombus gigas", symbolizujący morze i jego bogactwo i 5 zielonych liści palmy królewskiej.
Zwierzęta podtrzymujące herb są narodowymi zwierzętami kraju, przy czym marlin, stojący na falach symbolizuje morze, zaś flaming, przedstawiony na trawie - ląd.
U dołu umieszczono dewizę kraju: Forward Upward Onward Together (Naprzód, w górę, dalej, razem).
Herb w obecnej wersji przyjęty został w 1971 roku i nawiązuje do herbu nadanego w 1964 roku.